# 스테이션 제로 (애니메이션)
스테이션 제로(Station Zero)는 1999년 MTV에서 한 시즌 동안 월요일부터 금요일까지 오후 6시 30분에 방영된 미국 일일 성인 애니메이션/실사 하이브리드 시리즈이다. 이 쇼는 라이브 프롬 브롱크스(Live from the Bronx)라는 가상의 대중 액세스 TV 쇼를 운영하는 4명의 브롱크스 청소년 그룹이 등장하며, 그곳에서 이들은 힙합 비디오를 보고 비비스 & 벗헤드와 비슷한 방식으로 비평했다. 이 작품은 1991년부터 1994년까지 더 소스(The Source)에서 연재했던 같은 팀의 연재 만화인 "A View From Da' Unda'Ground"를 기반으로 했다.